# ناشناخته (جاندار)
ناشناخته (جاندار) (نام علمی: Agnostus) نام یک سرده از رده تریلوبیت است.